# Пятнистые кускусы
Пятнистые кускусы (лат. Spilocuscus) — род сумчатых животных семейства Поссумы (Phalangeridae). 

## Описание
Длина тела составляет от 33,8 до 64,0 см, длина хвоста — 31,5-59,0 см, масса — от 2,0 до 7,0 кг.
Один из крупнейших представителей кускусовых. В среднем самки крупнее самцов. Кроме S. papuensis различные полы окрашены по-разному. Мех мягкий, густой. У S. maculatus самцы если не полностью белые, имеют серую окраску с белыми пятнами сверху и белые снизу, самки же однородно серые и обычно без пятен. У S. rufoniger и значительно менее S. kraemeri самки имеют тёмное седловидное пятно на спине, но самцы имеют область пятнышек или пятен. У S. papuensis оба пола маркированные только малыми пятнами. Взрослеющие особи проходят различные стадии изменения окраски. Уши почти незаметны. Конец хвоста толстый, шершавый, скрученный спиралью. 

## Распространение
Большинство пятнистых кускусов живёт на о. Новая Гвинея, а также на островах Сулавеси, Амбион, на некоторых Соломоновых островах, на полуострове Йорк и Северном Квинсленде (Австралия). Главным образом живут в дождевых лесах на высоте от 0 до 820 метров над уровнем моря. В меньшей степени населяют мангровые и открытые леса. 

## Образ жизни
Это главным образом ночные и древесные животные, которые передвигаются по ветвям медленно и осторожно, крепко держась лапами за опору. На земле скорость движения не превышает быструю ходьбу человека. Для отдыха не использует норы или гнёзда, а спит на платформах из листьев. Ночью путешествует с ветки на ветку по верхушкам деревьев. Питается листьями, плодами, цветами, молодыми побегами деревьев, любимая еда — бананы. Иногда поедает птиц и мелких млекопитающих. Самцы агрессивны и их нельзя держать вместе в неволе.
Хотя в помёте бывает до 4-х детёнышей, велика вероятность того, что только один из них достигнет взрослого возраста. Один S. maculatus прожил в неволе более 11 лет. 

## Виды
- Spilocuscus kraemeri
- Пятнистый кускус (Spilocuscus maculatus)
- Spilocuscus papuensis
- Рыже-чёрный кускус (Spilocuscus rufoniger)
- Spilocuscus wilsoni